# CONCACAF Central American Cup
Der CONCACAF Central American Cup (englisch für Zentralamerikanische-Klubmeisterschaft) ist ein jährlich ausgetragener und von der CONCACAF bzw. deren Unterorganisation Unión Centroamericana de Fútbol (UNCAF) organisierter Fußball-Vereinswettbewerb für die Topmannschaften aus den sieben Ländern Mittelamerikas. Er tritt anstelle der von 1999 bis 2007 ausgetragenen Copa Interclubes UNCAF. Teilnahmeberechtigt sind die nationalen Meister und nachfolgend platzierten Mannschaften der jeweiligen Ligen.
Vorläufer waren von 1971 bis 1984 die Copa Fraternidad und von 1996 bis 1998 die Copa de Grandes de Centroamerica. Von 1999 bis 2007 diente der Wettbewerb hauptsächlich zur Ermittlung der drei mittelamerikanischen Teilnehmer am CONCACAF Champion’s Cup. Nach Einführung der CONCACAF Champions League ab der Saison 2008/09 und damit verbundenen festen Kontingenten an Startplätzen für alle sieben mittelamerikanische Länder war die Austragung obsolet geworden. 2023 wurde der Wettbewerb für die mittelamerikanischen Klubmannschaften unter der Bezeichnung CONCACAF Central American Cup wieder eingeführt und dient auch wieder zur Qualifikation für den CONCACAF Champions Cup.

## Modus
Der Spielmodus wechselte mehrmals zwischen Rundenturnier mit anschließender K.-o.-Phase oder reinem Ligamodus. Aktuell wird wieder eine Gruppenphase mit 4 Gruppen a 5 Teams mit anschließender K.-o.-Phase gespielt.

## Teilnehmer
Aktuell nehmen 20 Mannschaften am Wettbewerb teil. Das Feld der Teilnehmer setzt sich aktuell folgendermaßen zusammen:
- 4 Klubs aus Costa Rica
- 4 Klubs aus Honduras
- 3 Klubs aus El Salvador
- 3 Klubs aus Guatemala
- 3 Klubs aus Panama
- 2 Klubs aus Nicaragua
- 1 Klub aus Belize

## Die Endspiele und Sieger
| Jahr                             |                     | Finale               | Finale              | Finale                       |                     | Spiel um Platz 3              | Spiel um Platz 3    | Spiel um Platz 3   |
| Jahr                             | Sieger              | Ergebnis             | Finalist            | Dritter Platz                | Ergebnis            | Vierter Platz                 |                     |                    |
| -------------------------------- | ------------------- | -------------------- | ------------------- | ---------------------------- | ------------------- | ----------------------------- | ------------------- | ------------------ |
| Copa Fraternidad                 |                     |                      |                     |                              |                     |                               |                     |                    |
| 1971                             |                     | CSD Comunicaciones   | (Ligasystem)        | CD Saprissa                  |                     | CS Herediano                  | (Ligasystem)        | Atlético Marte     |
| 1972                             | CD Saprissa         | 1:1 / 1:0            | Aurora FC           | CS Herediano CD Universidad  | nicht ausgespielt   | nicht ausgespielt             |                     |                    |
| 1973                             | CD Saprissa         | 0:2 / 3:1 / 2:1      | CD Águila           | LD Alajuelense               | (Ligasystem)        | CSD Comunicaciones            |                     |                    |
| 1974                             | CSD Municipal       | (Ligasystem)         | CD Saprissa         | CD Águila                    | (Ligasystem)        | Aurora FC                     |                     |                    |
| 1975                             | CD Platense         | (Ligasystem)         | Aurora FC           | CS Herediano                 | (Ligasystem)        | CD Saprissa                   |                     |                    |
| 1976                             | Aurora FC           | (Ligasystem)         | CSD Comunicaciones  | CD Saprissa                  | (Ligasystem)        | CD Águila                     |                     |                    |
| 1977                             | CSD Municipal       | (Ligasystem)         | CSD Comunicaciones  | CD Águila                    | (Ligasystem)        | CD Barrio México              |                     |                    |
| 1978                             | CD Saprissa         | (Ligasystem)         | CS Cartaginés       | CSD Comunicaciones           | (Ligasystem)        | Finalrunde mit 3 Teams        |                     |                    |
| 1979                             | Aurora FC           | 1:0 / 0:0            | Real España         | Atlético Marte CSD Municipal | nicht ausgespielt   | nicht ausgespielt             |                     |                    |
| 1980                             | CD Broncos          | (Ligasystem)         | Alianza FC          | CD FAS                       | (Ligasystem)        | Finalrunde mit 3 Teams        |                     |                    |
| 1981                             | Real España         | (Ligasystem)         | CD Olimpia          | CD Marathón                  | (Ligasystem)        | Finalrunde mit 3 Teams        |                     |                    |
| 1982                             | Real España         | 2:1 / 0:0            | Club Xelajú MC      | CD FAS CDS Vida              | nicht ausgespielt   | nicht ausgespielt             |                     |                    |
| 1983                             | CSD Comunicaciones  | 3:2 n. V. (Play-off) | Aurora FC           | CD Águila                    | (Ligasystem)        | Finalrunde mit 3 Teams        |                     |                    |
| 1984                             | Turnier abgebrochen | Turnier abgebrochen  | Turnier abgebrochen | Turnier abgebrochen          | Turnier abgebrochen | Turnier abgebrochen           | Turnier abgebrochen |                    |
| Copa de Grandes de Centroamerica |                     |                      |                     |                              |                     |                               |                     |                    |
| 1996                             |                     | LD Alajuelense       | (Ligasystem)        | CD Saprissa                  |                     | CSD Comunicaciones            | (Ligasystem)        | CSD Municipal      |
| 1997                             | Alianza FC          | 1:0                  | CD Saprissa         | LD Alajuelense CSD Municipal | nicht ausgespielt   | nicht ausgespielt             |                     |                    |
| 1998                             | CD Saprissa         | 2:1 / 1:1            | CSD Municipal       | Real España CD Olimpia       | nicht ausgespielt   | nicht ausgespielt             |                     |                    |
| Copa Interclubes UNCAF           |                     |                      |                     |                              |                     |                               |                     |                    |
| 1999                             |                     | CD Olimpia           | (Ligasystem)        | LD Alajuelense               |                     | CD Saprissa                   | (Ligasystem)        | CSD Comunicaciones |
| 2000                             | CD Olimpia          | (Ligasystem)         | LD Alajuelense      | Real España                  | (Ligasystem)        | CSD Municipal                 |                     |                    |
| 2001                             | CSD Municipal       | (Ligasystem)         | CD Saprissa         | CD Olimpia                   | (Ligasystem)        | CSD Comunicaciones            |                     |                    |
| 2002                             | LD Alajuelense      | (Ligasystem)         | CD Árabe Unido      | CD Motagua                   | (Ligasystem)        | CSD Comunicaciones            |                     |                    |
| 2003                             | CD Saprissa         | 3:2                  | CSD Comunicaciones  | LD Alajuelense               | 2:0                 | CSD Municipal                 |                     |                    |
| 2004                             | CSD Municipal       | (Ligasystem)         | CD Saprissa         | CD Olimpia                   | (Ligasystem)        | CD FAS                        |                     |                    |
| 2005                             | LD Alajuelense      | 1:0 / 0:1 4:2 i. E.  | CD Olimpia          | CD Saprissa                  | 2:0 / 0:2 5:3 i. E. | AD Pérez Zeledón              |                     |                    |
| 2006                             | Puntarenas FC       | 3:2 / 0:1 3:1 i. E.  | CD Olimpia          | Deportivo Marquense          | 3:0 / 1:1           | CD Victoria                   |                     |                    |
| 2007                             | CD Motagua          | 1:1 / 1:0            | CD Saprissa         | CSD Municipal                | 3:0 1 / 0:1         | LD Alajuelense                |                     |                    |
| CONCACAF Central American Cup    |                     |                      |                     |                              |                     |                               |                     |                    |
| 2023                             |                     | LD Alajuelense       | 3:0 / 1:1           | Real Estelí                  |                     | CS Herediano CA Independiente | nicht ausgespielt   | nicht ausgespielt  |
| 2024                             | LD Alajuelense      | 1:1 / 2:1            | Real Estelí         | CS Herediano Antigua GFC     | nicht ausgespielt   | nicht ausgespielt             |                     |                    |

Anmerkungen

## Ranglisten
| Rang | Klub               | Titel | Jahr(e)                      |
| ---- | ------------------ | ----- | ---------------------------- |
| 1    | CD Saprissa        | 5     | 1972, 1973, 1978, 1998, 2003 |
|      | LD Alajuelense     | 5     | 1996, 2002, 2005, 2023, 2024 |
| 3    | CSD Municipal      | 4     | 1974, 1977, 2001, 2004       |
| 4    | CD Olimpia         | 2     | 1999, 2000                   |
|      | Aurora FC          | 2     | 1976, 1979                   |
|      | CSD Comunicaciones | 2     | 1971, 1983                   |
|      | Real España        | 2     | 1981, 1982                   |
| 8    | Alianza FC         | 1     | 1997                         |
|      | CD Broncos         | 1     | 1980                         |
|      | CD Motagua         | 1     | 2007                         |
|      | CD Platense        | 1     | 1975                         |
|      | Puntarenas FC      | 1     | 2006                         |

| Rang | Land        | Titel |
| ---- | ----------- | ----- |
| 1    | Costa Rica  | 11    |
| 2    | Guatemala   | 08    |
| 3    | Honduras    | 06    |
| 4    | El Salvador | 02    |